# 楊柳寺
楊柳寺（ようりゅうじ）とは兵庫県多可郡多可町八千代区大和にある天台宗の寺の事である。山名は柳山。以下に挙げる文化財のほかに三十三応現身像もある。

## 文化財
以下の文化財は天台宗兵庫教区　柳山楊柳寺の情報である。
- 木造十一面観音立像（甲）（兵庫県指定文化財）
- 木造十一面観音立像（乙）（兵庫県指定文化財）
- 木造十一面観音立像（丙）（兵庫県指定文化財）
- 木造千手観音立像　（兵庫県指定文化財）
- 木造兜跋毘沙門天立像　（兵庫県指定文化財）
- 木造多聞天立像（兵庫県指定文化財）
- 木造楊柳観世音菩薩（町指定重要文化財）

## 交通アクセス
- 神姫バス西脇市駅前バス停から「観音前」バス停まで乗車約55分下車徒歩数分。